# Sabory (przystanek kolejowy)
Sabory (ros. Саборы) – przystanek kolejowy w miejscowości Sabry, w rejonie gatczyńskim, w obwodzie leningradzkim, w Rosji. Położony jest na kolejowej obwodnicy Petersburga.